# Liste der Kulturdenkmäler in Weselberg
In der Liste der Kulturdenkmäler in Weselberg sind alle Kulturdenkmäler der rheinland-pfälzischen Ortsgemeinde Weselberg aufgeführt. Grundlage ist die Denkmalliste des Landes Rheinland-Pfalz (Stand: 14. Dezember 2023).

## Einzeldenkmäler
| Bezeichnung                              | Lage                                                         | Baujahr | Beschreibung | Bild            |
| ---------------------------------------- | ------------------------------------------------------------ | ------- | --- | --------------- |
| Glockenturm                              | Harsberg, Schulstraße 7 Lage                                 | 1877    | dreigeschossiger Glockenturm, bezeichnet 1877                                                                    | BW              |
| Wegekreuz                                | Harsberg, Zweibrücker Straße, gegenüber Nr. 1 Lage           | 1769    | Wegekreuz, bezeichnet 1769 und 1820                                                                              | BW              |
| Wegekreuz                                | Harsberg, nordwestlich des Ortes; Flur An der Brechkaut Lage | 1755    | Wegekreuz, bezeichnet 1755 und 1896                                                                              | BW              |
| Friedhofskreuz                           | Weselberg, Hauptstraße, auf dem Friedhof Lage                | 1870    | Friedhofskreuz, Sandstein, bezeichnet 1870 (1871?)                                                               | BW              |
| Katholische Pfarrkirche Mariä Empfängnis | Weselberg, Hauptstraße 4 Lage                                | 1929–31 | einbezogen in den Neubau, 1929–31, Architekt Albert Boßlet, Teile des Vorgängers 1800/1855                       | Fotos hochladen |
| Pfarrhaus                                | Weselberg, Hauptstraße 16 Lage                               | 1786    | ehemaliges Pfarrhaus; frühklassizistischer kubischer Walmdachbau, bezeichnet 1786; Gesamtanlage mit Stallscheune | BW              |
| Kriegerdenkmal                           | Weselberg, Hauptstraße, bei Nr. 16 Lage                      |         | Kriegerdenkmal Erster und Zweiter Weltkrieg                                                                      | Fotos hochladen |
| Wegekreuz                                | Weselberg, Hauptstraße, gegenüber Nr. 63 Lage                | 1867    | Wegekreuz, bezeichnet 1867                                                                                       | BW              |
| Wegekreuz                                | Weselberg, Wezzostraße, Ecke Seitersstraße Lage              | 1820    | Wegekreuz, bezeichnet 1820                                                                                       | BW              |
| Kriegerdenkmal                           | Zeselberg, Zeisselstraße, gegenüber Nr. 7 Lage               |         | Kriegerdenkmal 1914/18                                                                                           | BW              |